# 貝內特海崖
貝內特海崖（英語：Bennett Bluff）是南極洲的海崖，位於瑪麗伯德地的文茲克冰川和貝里冰川上游之間，處於佩里山脈西南面13公里，海拔高度810米，在1940年12月18日由美國探險隊發現和拍攝空中照片，現時由南極條約體系管理。